# Santa Comba (Seia)
Santa Comba ist eine Ortschaft und Gemeinde in Portugal.

## Geschichte
Aus römischer Zeit ist einer Römerbrücke erhalten geblieben. Der heutige Ort entstand vermutlich erst im 13. Jahrhundert, im Zuge der Neubesiedlungen im Verlauf der mittelalterlichen Reconquista.

## Verwaltung
Santa Comba ist eine Gemeinde (Freguesia) im Kreis (Concelho) von Seia, im Distrikt Guarda. Sie hat 725 Einwohner auf einer Fläche von 11,8 km² (Stand 19. April 2021).
Drei Ortschaften liegen in der Gemeinde:
- Aldeia de S. Miguel
- Santa Comba
- Vila Chã